# Zegel van Baphomet

Het zegel van Baphomet is symbool dat veel gebruikt wordt in het satanisme. Het is het officiële logo van de Church of Satan.
Het zegel bestaat uit een afbeelding van Baphomet in een pentagram, de punten van het pentagram verwijzen vervolgens naar Hebreeuwse letters die samen het woord לִוְיָתָן vormen wat verwijst naar LVIThN. Aan de afbeelding van Leviatan zitten veel complexe betekenissen die meestal verbonden kunnen worden met hoe het zegel gebruikt wordt. Het zegel van Baphomet had oorspronkelijk geen duivelse betekenis tot de Spaanse Inquisitie.
Het eerste bekende gebruik van het zegel vond plaats in 1897 in het boek La Clef de la Magie Noire, een iets andere versie werd gebruikt in 1969 in het boek A Pictorial History of Magic and the Supernatural, de daarin gebruikte versie is gebaseerd op de in 1930 ontworpen versie van Oswald Wirth.